# Steirastoma albiceps
Steirastoma albiceps es una especie de escarabajo del género Steirastoma, familia Cerambycidae. Fue descrita científicamente por Bates en 1872.
Habita en Costa Rica, Nicaragua y Panamá. Posee una longitud corporal de 19 milímetros. El período de vuelo de esta especie ocurre únicamente en el mes de diciembre.